# نیدرورن
نیدرورن (به آلمانی: Niederwerrn) یک شهر در آلمان است که در بایرن واقع شده‌است.

## خصوصیات
نیدرورن ۹٫۷۷ کیلومترمربع مساحت دارد ۲۴۰ متر بالاتر از سطح دریا واقع شده‌است.